# InnoCube
InnoCube (kurz für Innovative CubeSat for Education) ist ein Kleinsatellit in Form eines 3U+-CubeSats, dessen Ziel die Demonstration dreier neuartiger Technologien im Erdorbit ist. Bei den Nutzlasten handelt es sich um den kabellosen Datenbus SKITH (kurz für Skip the Harness), den SDR-GNSS-Empfänger EPISODE (kurz für Experiment for Precise Orbit Determination), und die Strukturbatterie Wall#E.
Entwickelt wurde der Satellit in einer Kooperation zwischen dem Lehrstuhl für Informationstechnik für Luft- und Raumfahrt der Julius-Maximilians-Universität Würzburg unter Leitung von Sergio Montenegro sowie dem Institut für Raumfahrtsysteme der Technischen Universität Berlin unter Leitung von Enrico Stoll. Zusätzlich wurden Studierende beider Universitäten in den Bau mit einbezogen, zum Beispiel aus dem Fach Luft- und Raumfahrtinformatik. Der Start war für Oktober 2024 angekündigt und erfolgte am 14. Januar 2025. Die Missionsdauer im Orbit soll ein Jahr betragen.
Die Nutzlasten SKITH und Wall#E werden im Rahmen des InnoSpace-Masters-Programms gefördert, während der Satellit selbst von der deutschen Raumfahrtagentur im Deutschen Zentrums für Luft- und Raumfahrt aus Mitteln des Bundesministeriums für Wirtschaft und Energie gefördert wird.

## Mission
Bei InnoCube handelt es sich sowohl um einen Technologieerprobungs- als auch um einen Ausbildungssatelliten. Drei neue Technologien sollen damit erstmals im Orbit erprobt werden:

### SKITH
Der kabellose Datenbus SKITH ersetzt im InnoCube-Satelliten die typischerweise verwendeten physischen Kommunikationsleitungen zwischen einzelnen Komponenten wie Sensoren, Aktuatoren und Mikrocontrollern. Stattdessen wird auf Funkkommunikation zwischen den einzelnen Teilnehmern gesetzt, was zu verschiedenen potenziellen Vorteilen führt:
- Die Masse und die Komplexität der Satellitenstruktur wird durch das Fehlen physischer Kommunikationsleitungen verringert
- Die Wartbarkeit des Satelliten nach und während der Integration wird erhöht, da Komponenten nach einem Tausch nur an die Stromversorgung und nicht an weitere Kommunikationspartner angeschlossen werden müssen
- Das Debugging und die Durchführung von Hardware- und Software-in-the-Loop-Tests wird vereinfacht, da Datensignale ohne physische Verbindung überwacht und eingespeist werden können
- Die Redundanz des Satelliten wird erhöht, da bei Fehlfunktionen von Komponenten Datenpfade im laufenden Betrieb beliebig umstrukturiert werden können

### EPISODE
Bei EPISODE handelt es sich um einen SDR-GNSS-Empfänger aus COTS-Komponenten, das zusammen mit einem Laserreflektor im InnoCube-Satelliten verbaut ist. Ziel der Nutzlast ist es, den Einsatz kommerziell verfügbarer SDR-Hardware für GNSS-Applikationen im Orbit zu testen und eine Art Testplattform für neuartige Ortungsalgorithmen zu bieten. Mithilfe des Laserreflektors an der Außenseite des Satelliten wird zusätzlich ermöglicht, die Position des Satelliten mittels Satellite Laser Ranging genau zu bestimmen und so die Ergebnisse der Nutzlast zu verifizieren.

### Wall#E
Das Ziel von Wall#E ist die Integration von Energiespeichern in die tragenden Strukturen des InnoCube-Satelliten. Dadurch kann die Masse und Komplexität der Satellitenstruktur reduziert werden, indem auf gesonderte Energiespeicher verzichtet wird, die nicht zur strukturellen Integrität des Satellitenbus beitragen.

## Technische Details
Der InnoCube-Satellit besteht aus einem redundanten Bordcomputer, einem gesonderten redundanten Computer für Lageregelung und Lagebestimmung sowie einem redundanten Funk-Transceiver. Zusätzlich ist ein Satellitenmodem als Backup-Kommunikationskanal verbaut.
Zur Lageregelung nutzt der InnoCube-Satellit jeweils drei Reaktionsräder und Magnettorquer, wobei letztere redundant ausgelegt sind. Zur Lagebestimmung werden die Messwerte von insgesamt sechs Sonnensensoren sowie je zwei Gyroskopen und Magnetometern mithilfe eines Erweiterten Kalman-Filters kombiniert, wobei auch die Gyroskope und Magnetometer redundant sind.

### SKITH
Die Kommunikation über SKITH wird durch Front-End-Module ermöglicht, an die beliebige weitere Komponenten angeschlossen werden können. Diese Module kümmern sich intern um notwendige Protokollumwandlungen, sodass sämtliche Komponenten transparent miteinander kommunizieren können. Intern bauen die Front-End-Module auf Silicon Labs Gecko ERF32-Mikrocontrollern auf, die über eingebaute 2,4 GHz-Funkmodule verfügen. Softwareseitig basiert das Datenübertragungsprotokoll von SKITH auf dem TDMA-Verfahren.

### EPISODE
Die EPISODE-Nutzlast besteht aus einem Laserreflektor an der Seite des Satelliten sowie einem SDR-GNSS-Receiver. Die empfangenen Daten werden auf einem Nutzlastcomputer analysiert, der auf Basis mehrerer ARM Cortex-Chips sowie eines FPGAs arbeitet.

### Wall#E
Die Wall#E-Nutzlast kombiniert durch das Einbringen von Festkörperbatteriematerialien in kohlenstofffaserverstärkte Kunststoffe Satelliten-Trägerstrukturen mit Energiespeichern. Hierzu werden Teile des Matrixpolymers durch Aktivmaterial für Anode und Kathode, Festelektrolyt und Leitzusatz ersetzt, wobei die Anode und die Kathode elektrisch durch eine Glasfaser-Trennschicht voneinander separiert werden. Im Rahmen der InnoCube-Mission werden dabei verschiedene Materialien für sämtliche Teile der Batterieprototypen verwendet, um einen Vergleich zu ermöglichen.
Da es sich noch um eine Experimentaltechnologie handelt, nutzt der Satellit während seiner Operationen vorerst reguläre Lithium-Ionen-Akkumulatoren zur Speicherung von Energie. Die Wall#E-Nutzlast wird dann an diese angeschlossen, um das Laden und Entladen der Strukturbatterie in kleinem Maßstab zu testen.

### Software
Die Software des Satelliten basiert auf dem Echtzeitbetriebssystem RODOS der Julius-Maximilians-Universität Würzburg. Die Kommunikation zwischen den einzelnen SKITH-Knoten wird hierbei durch eine Middleware abstrahiert, sodass durch die Nutzung des kabellosen Datenbus kaum ein Mehraufwand entsteht. Zusätzlich wird das CORFU-Softwareframework der Universität eingesetzt, um automatisiert Code-Grundgerüste aus Konfigurationsdateien zu generieren, in denen die Top-Level-Struktur der Software definiert wird.